# عبد المطلب الحلي
السيد عبد المطّلب داود المهدي الحلّي (1865 - 1920) شاعر وفلاح عراقي. ولد في الحلة، ونشأ فيها يقرأ على أبيه مقدّمات العلوم. نظم الشعر مبكّرًا. عمل في الزراعة، والتزام الأراضي الأميريّة. تميّز بحفظه لشعره كلّه، مع حفظه لشعر عدد من شعراء الحماسة، وشعر مهيار الديلمي. أُخذ عليه إكثاره من التدخين وشرب القهوة حتى إنّهما لا يكادان يفارقانه إلّا أثناء النوم. شعره يعتبر جيّد من قبل النقاد ومتنوّع الأغراض والمناسبات.

## سيرته
ولد السيد عبد المطلب بن داود بن مهدي الحلّي في الحلة حوالي سنة 1280 هـ/ 1865 م. نشأ في الحلة وكان أكثر تحصيله الأدبي على عمه حيدر الحلي، وأخذ منذ أوائل شبابه يمارس نظم الشعر حتى اجاده. وكان إلى جانب اشتغاله بالأدب يمارس الزراعة ويلتزم الأراضي الأميرية من الحكومة فحصل على ثروة كبيرة، ثم تقهقرت أحواله المالية حتى صار لا يملك شروي نقير، فوضعت الحكومة املاكه للبيع استيفاء لما عليه من الديون الحكومية، وكانت داره في جملة ما وضع للبيع فهزت الأريحية السيد محمد القزويني فاشترى الدار وسلمها لصاحبها.

وبعد أن جف نهر الحلة هاجر إلى النجف سنة 1906 على عهد محمد كاظم الخراساني، وكان هذا يدعو للحياة الدستورية في إيران فانضم لدعوته وصار شاعرها ومدح زعيمها الخراساني وهاجم شاه إيران محمد علي القاجاري هجاء مقذعا كما عرض بمن لم يكونوا مع الدعوة من رجال النجف.

ثم رجع إلى الحلة ومنها سافر إلى البصرة فاتصل بطالب النقيب وانضم إلى حركته اللامركزية، ونظم الشعر في تأييدها وهاجم العثمانيين وقام بجولات في الفرات الأوسط دعما للحركة. ولكن لما أعلنت الحرب العالمية الأولى وخاضها الدولة العثمانية أخذ يؤيدهم ويحرض القبائل في الفرات الأوسط على محاربة بريطانيا وزار جبهات القتال في البصرة ولكنه لم يسلم منهم حين وقعت حادثة الحلة وهاجم القائد التركي عاكف الحلة وخرب دورها، فكانت دار المترجم فيما خرب فاعتذر له الأتراك بان ما حصل كان خطأ ولما احتل بريطانيا بغداد اعتزل في قرية بيرمانة التي كان له فيها بعض الأملاك وبقي معتزلا فيها حتى مماته سنة 1339 هـ/ 1920 م.